# Valgus californicus
Valgus californicus är en skalbaggsart som beskrevs av Horn 1870. Valgus californicus ingår i släktet Valgus och familjen Cetoniidae. Inga underarter finns listade i Catalogue of Life.